# Итальянское обновление
Итальянское обновление (итал. Rinnovamento Italiano) — итальянская либерально-центристская политическая партия, существовавшая с 1996 по 2002 год.

## История
23 февраля 1996 года Ламберто Дини в преддверии парламентских выборов возглавил учреждённую им партию «Итальянское обновление».
На парламентские выборы 21 апреля 1996 года партия пошла в составе левоцентристской коалиции «Оливковое дерево» как «Список Дини — Обновление Италии» и заручилась поддержкой 4,34 % избирателей при голосовании в Палату депутатов по пропорциональной системе в многомандатных округах, что принесло 8 мест. По одномандатным округам при голосовании в Палату, а также на выборах в Сенат кандидаты «Итальянского обновления» были «растворены» в списках кандидатов «Оливкового дерева».
«Итальянское обновление» поддержало последовательно четыре левоцентристских правительства этого периода — первое правительство Романо Проди (1996—1998), первое и второе правительства Массимо Д’Алема (1998—2000) и второе правительство Амато (2000—2001).
В первом правительстве Проди министерские должности получили: Ламберто Дини (министр иностранных дел), Тициано Треу (министр труда и социального обеспечения), Аугусто Фантоцци (министр внешней торговли). В первом правительстве Д’Алема портфели получили: Ламберто Дини (вновь министр иностранных дел) и Тициано Треу (министр транспорта).
На выборах в Европейский парламент 13 июня 1999 года «Итальянское обновление» получило 1,14 % голосов избирателей, что обеспечило партии 1 место из 87, отведённых Италии.
22-24 марта 2002 года состоялся учредительный съезд партии «Маргаритка», по итогам которого «Итальянское обновление» и несколько других организаций вошли в состав вновь созданной партии.